# Bali (Kreta)
Bali of Bali Rethymnou (Grieks: Μπαλί of Μπαλί Ρεθύμνου) is een plaats op het Griekse eiland Kreta. Bali behoort tot de deelgemeente (dimotiki enotita) Geropotamos van de fusiegemeente (dimos) Mylopotamos, in de Griekse bestuurlijke regio (periferia) Kreta.
Bali ligt ten westen van Iraklion, aan de Middellandse Zee. Oorspronkelijk een visserdorp, tegenwoordig erg afhankelijk van de toeristenindustrie.

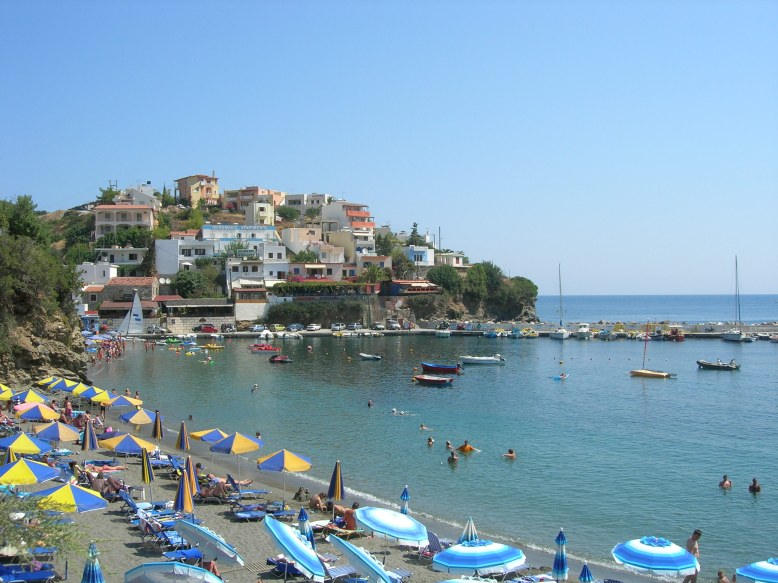
Het strand van Bali

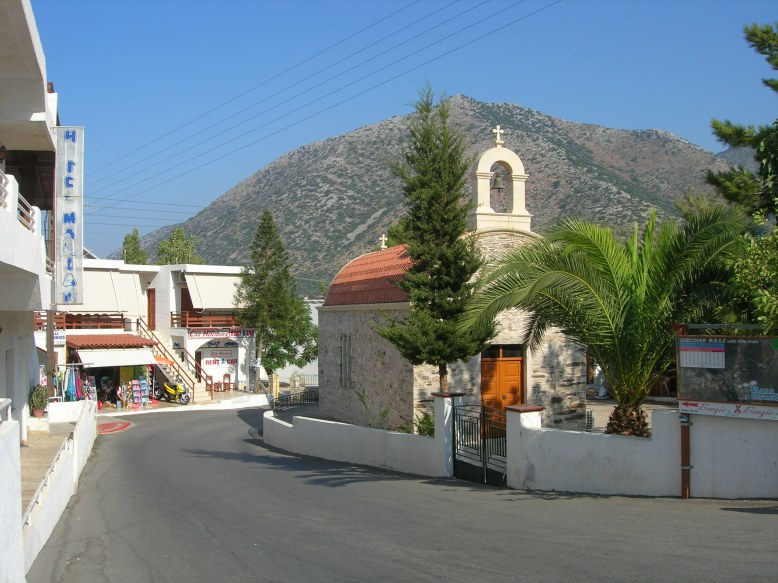